# Proconobola callidula
Proconobola callidula är en insektsart som först beskrevs av Jacobi 1905.  Proconobola callidula ingår i släktet Proconobola och familjen dvärgstritar. Inga underarter finns listade i Catalogue of Life.